# Diplotaxodon argenteus

Diplotaxodon argenteus è una specie di Ciclidi haplochromini endemica dell'estremità meridionale del lago Malawi, che si trova in Malawi, Mozambico e Tanzania. La si può trovare al largo in acque profonde, a profondità comprese tra 34 - 114 m, dove può formare enormi banchi. Si nutre di pesci, principalmente sardine del lago Malawi.